# Rignac (Lot)
Rignac is een gemeente in het Franse departement Lot (regio Occitanie) en telt 242 inwoners (2005). De plaats maakt deel uit van het arrondissement Gourdon.

## Geografie
De oppervlakte van Rignac bedraagt 9,5 km², de bevolkingsdichtheid is 25,5 inwoners per km².
De onderstaande kaart toont de ligging van Rignac (Lot) met de belangrijkste infrastructuur en aangrenzende gemeenten.

## Demografie
Onderstaande figuur toont het verloop van het inwonertal (bron: INSEE-tellingen).

1. ↑  Populations de référence 2022.